# 窪田順生
窪田 順生（くぼた まさき、1974年 - ）は、日本の記者、編集者、ノンフィクション作家。

## 来歴
東京生まれ。学習院大学文学部卒業。フライデーの記者を務めた後、鉄人社に入社し、裏モノJAPANの編集者を経た後、30歳で朝日新聞に入社、その後実話漫画誌WAPPA！編集長、ハードコアナックルズ副編集長、実話ナックルズ副編集長、お宝雑誌ケータイバンディッツ編集長などを務めた。2005年、新潟少女監禁事件を主題にした『汚れなき男の眼に』で第12回小学館ノンフィクション大賞優秀賞受賞（出版時に『14階段 検証新潟少女9年2ヶ月監禁事件』に改題）。

## 人物

### 統一教会との関係
- 2023年10月11日、統一教会の関連団体「富山県平和大使協議会」と統一教会の関係団体「天宙平和連合（UPFジャパン）」が開催したシンポジウム「国家と宗教－その関係を問う」富山県富山市内で開かれた[4][5][6]。シンポジウムでは、元統一教会信者の仲正昌樹と、統一教会顧問弁護士の徳永信一を中心に、パネルディスカッションが行われた[4]。司会は窪田順生が務めた[6]。主催者を代表し、統一教会幹部の鴨野守は「信仰とは精神的な背骨。人生を生きる中で行動指針となるべきなのが宗教だ。この困難に倒れるのでなく、一致結束してこの局面を突破したい」とあいさつした[4][5]。
  - シンポジウムの様子は、同月12日に統一教会の機関紙「世界日報」に掲載された[7]。
  - シンポジウムの様子は、同月14日に統一教会の関連団体「光言社」の公式サイトに掲載された[8]。
  - 2023年10月17日、統一教会の関係団体「天宙平和連合（UPFジャパン）」の公式YouTubeチャンネルはシンポジウムの動画をYouTubeに投稿した[6][9]。
- 2023年12月29日から2024年1月6日にかけて、7回に分けて窪田のインタビュー記事が世界日報に掲載された[10][11]。聞き手は世界日報編集委員の森田清策だった[10][11]。
- 2024年1月20日、統一教会の関連団体「UPF（天宙平和連合）ジャパン」が東京都内で主催したシンポジウム「報道はなぜ暴走したのか－ジャーナリストによる徹底検証『旧統一教会報道』－」に、パネリストとして窪田、福田ますみ、加藤文宏が出席した[12]。シンポジウムの様子を同月22日に世界日報が報じた[13]。
- 2024年2月17日、統一教会の関連団体「世日クラブ」の定期講演会がオンラインで開かれ、窪田は「『潜入　旧統一教会』の著者が語るジャーナリズムの闇」と題して講演した。同月19日、統一教会の関連団体「世界日報」がこの講演会の内容を報じた[12]。
- 2024年8月18日、統一教会の2世信者が立ち上げた「信者の人権を守る二世の会」はシンポジウム「なぜそれでも統一教会を信じるのか」を東京都内で開いた。ゲストとして窪田、教団信者の鳥海豊らが出席し、基調講演やパネルディスカッションを行なった[14]。同月19日、シンポジウムの様子を世界日報が報じた[14]。
- 2024年10月13日、統一教会の関連団体「信教の自由と基本的人権を守る埼玉県民の会」が主催したシンポジウムに窪田、弁護士の中山達樹、現役信者らが登壇した[15][16]。同月14日、シンポジウムの様子が世界日報に掲載された[15]。
- 2024年11月4日、統一教会の関連団体「基本的人権・信教の自由を守る沖縄県民の会」が主催した「民主主義と信教の自由を考えるシンポジウム」が沖縄県那覇市内で開かれ、窪田が講演した[17]。同月6日、シンポジウムの様子が世界日報に掲載された[17]。
- 2024年12月1日、統一教会の関連団体「基本的人権と信教の自由を守る島根県民の会」が島根県松江市内で集会を開き、統一教会の信者や他宗教の関係者などを含めて150人が参加した。統一教会職員を務めている2世信者がスピーチを行い、窪田が基調講演を行なった[18]。同月2日、集会の様子が世界日報に掲載された[18]。
- 2025年2月11日、統一教会の関連団体「愛媛信教の自由と人権を守る会]」が主催した「第2回信教の自由と人権を守る愛媛シンポジウム」松山市で開かれ、統一教会の信者ら約300人が参加した。このシンポジウムにゲストスピーカーとして、窪田が登壇した[19]。同月17日、シンポジウムの様子が世界日報に掲載された[19]。

## 著書
- 『14階段　検証新潟少女9年2ヶ月監禁事件』小学館、2006年。
- 『死体の経済学』小学館、2009年。
- 『スピンドクター “モミ消しのプロ”が駆使する「情報操作」の技術』〈講談社＋α新書〉2009年。
- 『刑務所のタブー』宝島社、2013年。（共著）
- 『フジテレビ凋落の全内幕 巨大メディアグループの「タブー」と「病理」』宝島社、2016年。
- 『「愛国」という名の亡国論 「日本人すごい」が日本をダメにする』さくら舎、2017年。
- 『潜入旧統一教会 「解散命令請求」取材ＮＧ最深部の全貌』徳間書店、2023年。